# Шравасти
Шравасти (санскр.: Шравасти, пали: Саватхи) — в древности индийский город в пригималайской части долины реки Ганг, столица древнеиндийского государства Кошала.
Здесь обнаружены памятники древнеиндийской архитектуры, относящейся ко II веку до н. э. — I веку н. э.
В VI веке до н. э. уже был крупным городом и важным торговым центром. 
Согласно буддийской традиции Шравасти — один из основных центров проповеднической деятельности Будды. Упомянут в "Алмазной Сутре" и других сутрах махаяны.
Город пришёл в упадок и запустение в V веке нашей эры. Когда его посетил китайский буддист-паломник Фасянь там оставалось жить только 200 семей.
Сейчас на месте древнего Шравасти находится город Сахет-Махет в индийском штате Уттар-Прадеш.
В настоящее время — место паломничества  буддистов как махаяны, так и тхеравады.